# 路德维希·希尔伯特
路德维希·威廉·希尔伯特（Ludwig Wilhelm Gilbert，1769年8月12日—1824年3月7日）德国物理学家和化学家，莱比锡大学物理学教授。从1799年至1824年，他出版"物理年鉴"，约翰·波根多夫的"物理学与化学年鉴"是他的延续。

## 生平简历
希尔伯特出生于柏林。之后于哈雷-维滕贝格大学学习数学和地理，他于1795年被任命为教授。1811年，他被任命为莱比锡大学物理学教授，并保持该职务直到其去世。他逝世于莱比锡。